# Arthur-Léon Imbert de Saint-Amand
Arthur-Léon Imbert de Saint-Amand (Parigi, 22 novembre 1834 – Parigi, 22 giugno 1900) è stato uno scrittore, storico e diplomatico francese.
Attraverso i suoi libri si firmava solamente come Imbert de Saint-Amand (o il barone Imbert de Saint-Amand), egli fu l'autore di numerose monografie, più volte ristampate, in parte a carattere storico-biografico in parte romanzesco-psicologico su personaggi aristocratici, svelando i retroscena femminili di regine e principesse, esponendo la vita intima dei loro familiari (da Maria Amalia di Borbone-Due Sicilie alle imperatrici Giuseppina e Maria Luisa, o ancora la Duchessa di Berry), diffuse in francese (alcuni volumi tradotti in inglese) fra l'altro anche in Italia, come le Portraits de femmes: francaises du XVIII et du XIX siècle (1869), Madame de Girardin (1874); le collane storiche per la casa editrice E. Dentu di Parigi sulle donne di Versailles (5 voll., 1875-'82) e sulle donne delle Tuileries (38 voll., 1875-'97), ecc.
Pubblicato nel 1884, Les femmes de la cour des derniers Valois raccontò le biografie di Margherita d'Angoulême sorella di Francesco I di Francia, Caterina de' Medici, Diana di Poitiers, Maria Stuarda, Elisabetta di Francia moglie di Filippo II di Spagna. Lo scrittore Federico De Roberto lo definì nel 1913 "un piacevole narratore delle cronache regali francesi".
Fu sottodirettore aggiunto al Ministero degli affari esteri in Francia, più volte candidato all'Académie française.

## Curiosità
Ebbe fama di non essere 'troppo gradevolmente profumato' (p.57), cosicché veniva chiamato Camembert de St-Amand.

## Scritti
- Les Romagnes: note historique, Paris, Garnier frères, 1860
- Marie-Amélie et la sociètè française en 1847, Paris, E. Dentu, [dopo il 1866]
- Portraits de femmes: francaises du XVIII et du XIX siècle, Paris, Amyot, 1869
- L'abbé Deguerry, curé de La Madeleine, Paris, Amyot, 1871
- Souvenirs: poésies, Paris, Amyot, 1871
- Madame de Girardin, avec des lettres inédites de Lamartine, Chateaubriand, m.lle Rachel, Paris, E. Plon, 1875 (poi Paris, Dentu, 1888) (On-line)
- Portraits de grandes dames, Paris, E. Plon et Cie (1875)
- Les femmes de la cour des derniers Valois (1884)
- Marie-Antoinette et la fin de l'ancien regime: 1781-1789, Paris, Dentu, 1885
- Souvenirs: 1860-1885, Paris, E. Dentu, 1886
- La cour de Marie-Antoinette, Paris, E. Dentu, 1887
- Deux victimes de la Commune: L'abbé Deguerry et Paul Seigneret, Paris, Dentu, 1888
- La captivité de la duchesse de Berry: Nantes & Blaye, Paris, E. Dentu, 1890
- La jeunesse de Louis-Philippe et de Marie-Amélie (1894)

### Les femmes de Versailles
- La cour de Louis XIV (I-1875)
- Les femmes de la cour de Louis XV (II-1876) (poi La cour de Louis XV)
- Les dernières années de Louis XV: 1768-1774 (III-1876)
- Les beaux jours de Marie-Antoinette (IV-1879)
- Marie-Antoinette et la fin de l'ancien régime: 1781-1789 (V-1887)

### Les femmes des Tuileries
- Le chateau (I-1880)
- Marie-Antoinette aux Tuileries: 1789-1791 (II-1882)
- Marie-Antoinette et l'agonie de la royauté (III-1882)
- La dernière année de Marie-Antoinette (IV-1881)
- La jeunesse de l'impératrice Joséphine (V-1883)
- La citoyenne Bonaparte (VI-1883)
- La femme du premier consul (VII-1884)
- La cour de l'impératrice Joséphine (VIII-1884)
- Les dernières années de l'imperatrice Joséphine (IX-1884)
- Les beaux jours de l'impératrice Marie-Louise (X-1887)
- Marie-Louise et la décadence de l'Empire (XI-1885)
- Marie Louise et l'invasion de 1814 (XII-1885)
- Marie-Louise, l'ile d'Elbe et les cent-jours (XIII-1885)
- Marie-Louise et le duc de Reichstadt (XIV-1886)
- La jeunesse de la duchesse d'Angoulême (XV-1886)
- La duchesse d'Angoulême et les deux restaurations (XVI-1887)
- La duchesse de Berry et la cour de Louis XVIII (XVII-1887)
- La duchesse de Berry et la cour de Charles X (XVIII-1888)
- La duchesse de Berry et la révolution de 1830 (XIX-1889)
- La duchesse de Berry et la Vendée (XX-1889)
- La captivité de la duchesse de Berry: Nantes & Blaye (XXI-1891)
- Les dernières années de la duchesse de Berry (XXII-1891)
- La jeunesse de la reine Marie-Amélie (XXIII-1891)
- Marie-Amélie et la cour de Palerme: 1806-1814 (XXIV-1891)
- Marie-Amélie au palais-royal (XXV-1892)
- Marie-Amélie et la cour des Tuileries (XXVI-1893)
- Marie-Amélie et la duchesse d'Orléans (XXVII-1893)
- Marie-Amélie et l'apogée du règne de Louis-Philippe (XXVIII-1894)
- Marie-Amélie et la sociètè française en 1847 (XXIX-1896?)
- La révolution de 1848 (XXX-1894?)
- Les exils (XXXI-1890?)
- Louis-Napoléon et mademoiselle de Montijo (XXXII-1896?)
- Napoléon III et sa cour: 1853-1856 (XXXIII-post 1897?)
- La cour du Second Empire: 1856-1858 (XXXIV-post 1897?)
- La France et l'Italie: 1859 (XXXV-1897?)
- L'apogée de Napoléon III: 1860 (XXXVI-1897?)
- Le regne de Napoléon III: 1861 (XXXVII-1899?)
- Napoléon III: 1862-1863 (XXXVIII-1901?)